# Fernando Llorente Mañas
Fernando Llorente Mañas conocido como Llorente es un futbolista español. Nació en Segovia el 18 de septiembre de 1990. Actualmente se encuentra en la Gimnástica Segoviana de la Segunda División RFEF.

## Biografía
Formado en las categorías inferiores del Atlético de Madrid, ficha por el Villarreal CF donde enseguida se convierte en capitán de su segundo filial. No es a partir de la temporada 2011/2012 donde empieza a cobrar importancia en el Villarreal B llegando a disputar 35 partidos y anotar un gol, no pudiendo hacer nada ante el descenso del equipo debido a la pérdida de categoría del primer equipo, el Villarreal CF. 
El verano de 2012 se termina desvinculando de la entidad castellonense para firmar por dos años por el Centre d'Esports Sabadell. Después actuó dos temporadas en el Sabadell (2012-2013 y 2013-2014) , en Segunda. 
En el verano de 2014, tras desvincularse del CE Sabadell, sufre una lesión en el quinto metatarsiano del pie le llevó a no poder firmar por otro club. Tras recuperarse para el mercado invernal de la temporada 2014-15 formó parte de la selección de jugadores de la AFE-Asociación de Futbolistas Españoles, hasta firmar en el Burgos CF, en el que jugó durante la temporada 2014-2015 en Segunda División B de España. 
Posteriormente se marchó a Rumanía, para jugar en las filas del ACS Poli Timișoara de Primera, en el que jugó durante temporada y media. 
En julio de 2016, el segoviano tuvo un paso por el CF Os Belenenses y tras una estancia de pocas semanas en Portugal, con el técnico Julio Velázquez, pero retornó al ACS Poli Timișoara de Rumania donde participó en trece encuentros de Liga en Primera y en la Copa de aquel país.
En enero de 2017, regresa a España para jugar en el FC Cartagena de la Segunda División B de España, en el que jugaría durante la segunda vuelta de la competición llegando a disputar play-offs de ascenso. 
En verano de 2017, firma por el Real Murcia de la Segunda División B de España, en el que juega durante la primera vuelta de la competición.
En enero de 2018, firma por el CD Mirandés de la Segunda División B de España, con el que firma hasta final de temporada, volviendo a disputar play-offs de ascenso.
En verano de 2018, llega al Recreativo de Huelva de la Segunda División B de España, con el que logró ser campeón del grupo cuarto y disputar sus tercer play-off de ascenso consecutivo.
En julio de 2019, se convierte en el primer fichaje del CF Rayo Majadahonda de la Segunda División B de España para la temporada 2019-2020.
El 16 de julio de 2020, firma por la Salamanca UDS de la Segunda División B de España.
El 17 de julio de 2021, firma por la UD San Sebastián de los Reyes de la Primera División RFEF.

## Clubes
| Club                           | País    | Temporada   | Partidos | Goles |   |   |
| ------------------------------ | ------- | ----------- | -------- | ----- | - | - |
| Villarreal B                   | España  | 2009-2010   | 1        | 0     | 0 | 0 |
| Villarreal B                   | España  | 2010-2011   | 2        | 0     | 0 | 0 |
| Villarreal B                   | España  | 2011-2012   | 35       | 1     | 9 | 0 |
| CE Sabadell                    | España  | 2012-2013   | 10       | 0     | 1 | 0 |
| CE Sabadell                    | España  | 2013-2014   | 21       | 2     | 2 | 0 |
| Burgos CF                      | España  | 2014 - 2015 | 16       | 2     | 2 | 0 |
| ACS Poli Timișoara             | Rumanía | 2015 - 2016 | 36       | 2     | 7 | 0 |
| ACS Poli Timișoara             | Rumanía | 2016 - 2017 | 17       | 2     | 5 | 1 |
| FC Cartagena                   | España  | 2016 - 2017 | 19       | 7     | 5 | 0 |
| Real Murcia CF                 | España  | 2017 - 2018 | 17       | 0     | 3 | 0 |
| CD Mirandés                    | España  | 2017 - 2018 | 15       | 0     | 3 | 0 |
| Real Club Recreativo de Huelva | España  | 2018 - 2019 | 37       | 5     | 5 | 0 |
| Rayo Majadahonda               | España  | 2019 - 2020 | 25       | 3     | 5 | 0 |
| Salamanca UDS                  | España  | 2020 - 2021 | 27       | 7     | 3 | 0 |
| UD San Sebastián de los Reyes  | España  | 2021 - 2022 | 38       | 1     | 6 | 1 |
| Gimnástica Segoviana           | España  | 2022 - Act. |          |       |   |   |